# Gare de Szany-Rábaszentandrás
La gare de Szany-Rábaszentandrás (en hongrois : Szany-Rábaszentandrás vasútállomás) est une gare ferroviaire hongroise de la ligne 14 de Pápa à Csorna, située sur le territoire de la Localité de Szany dans le comitat de Győr-Moson-Sopron.
C'est une halte voyageurs de la Magyar Államvasutak (MÁV) desservie par des trains locaux.

## Situation ferroviaire
Établie à 119 mètres d'altitude, la gare de Szany-Rábaszentandrás est située au point kilométrique (PK) 18 de la ligne 14 de Pápa à Csorna (voie unique), entre les gares ouvertes de Rábahíd et d'Egyed-Rábacsanak.
Gare d'évitement elle dispose d'une deuxième voie pour le croisement des trains.

## Service des voyageurs

### Accueil
Halte MÁV, c'est un point d'arrêt non géré (PANG) à accès libre.

### Desserte
Szany-Rábaszentandrás est desservie par des trains omnibus de ligne 14 de la MÁV.